# Gemeenteweg
Een gemeenteweg is een kleine weg die bestemd is voor het openbare gebruik en die een wegbedding heeft die beheerd wordt door de lokale overheid (gemeente).

## Nederland
In Nederland worden gemeentewegen (ook) lokale wegen genoemd.

## België
In België worden de gemeentewegen beheerd door een van de 581 gemeenten. In 2002 lagen er in België 133.340 kilometer gemeentewegen (waarvan 100.950 kilometer verhard).
In het Waals Gewest houdt het begrip 'gemeenteweg' ook een formeel administratiefrechtelijk statuut in, door het Waalse decreet op de Gemeentewegen
In het Vlaams Gewest zijn gemeentewegen vaak lokale wegen, maar dit is niet altijd het geval. Het begrip "lokale weg" verwijst immers naar de functie, terwijl het begrip "gemeenteweg" naar de wegbeheerder verwijst. In het Ruimtelijk Structuurplan Vlaanderen is de lokale weg de laagste van vier categorieën wegen (naar functie), naast de secundaire weg, primaire weg en hoofdweg.
In het Brussels Hoofdstedelijk Gewest zijn er 1.347 kilometer gemeentewegen onder de bevoegdheid van een van de 19 gemeenten.

### Buurtweg
Een bijzondere gemeenteweg in België is de buurtweg. Niet elke buurtweg is in eigendom van de gemeente.
Het statuut ‘buurtweg’ valt te beschouwen als een administratieve rangschikking van een openbare weg, zodat de regels uit de wet op de buurtwegen en de provinciale reglementen op de buurtwegen erop van toepassing zijn. 
In België zijn alle buurtwegen genummerd en vastgelegd in de Atlas der Buurtwegen als onderdeel van de op 10 april 1841 bekrachtigde wet op de buurtwegen. Buurtwegen zijn soms privaat eigendom, maar worden wel altijd door de gemeente beheerd. De wijzigingen van de weg legt de gemeenteraad voor aan het provinciebestuur.